# Zwarte Water
Ne doit pas être confondu avec Eau Noire.
La Zwarte Water (littéralement, eau noire) est une rivière néerlandaise d'Overĳssel dans les environs de Zwolle. Elle a une longueur de 19 kilomètres.

## Cours

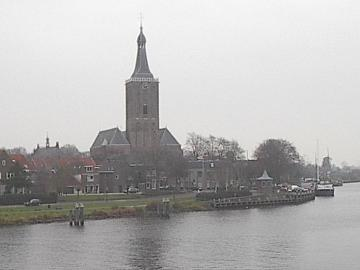
La Zwarte Water à Hasselt.

La rivière naît à Zwolle, au confluent de la Soestwetering et de la Nieuwe Wetering. Au nord de Zwolle, elle reçoit l'Overijsselse Vecht. Ensuite, la Zwarte Water coule vers le nord, en passant par Hasselt, Zwartsluis et Genemuiden, pour se jeter dans le Zwarte Meer. Le Zwarte Meer est ensuite relié au Ketelmeer et au Kadoelermeer.
De nos jours, le Canal de Zwolle à l'IJssel (ou Zwolle-IJsselkanaal) relie la Zwarte Water à l'IJssel. La Zwarte Water est également reliée aux canaux de Drenthe via le Meppelerdiep, et aux lacs de Belterwijde et Beulakerwijde par l'Arembergergracht.
Le Zwarte Water a donné son nom à la commune avoisinante de Zwartewaterland.

## Histoire
En toute vraisemblance, le nom de la rivière n'a rien à voir avec la couleur noir (zwart). Zwart serait plutôt un dérivé de zwet, qui signifie frontière. Certains documents anciens mentionnent la rivière sous le nom de Notre Eau ou L'Eau qui va à la mer.
La Zwarte Water fut de grande importance pour Zwolle, ville de la Hanse. La rivière reliait la ville à la Zuiderzee et aux autres villes hanséatiques.

## Écologie
Les uiterwaarden de la rivière forment un habitat privilégié pour la fritillaire pintade, plante herbacée vivace protégée.

## Source
- (nl) Cet article est partiellement ou en totalité issu de l’article de Wikipédia en néerlandais intitulé « Zwarte Water » (voir la liste des auteurs).